# 勝鬨View Tower

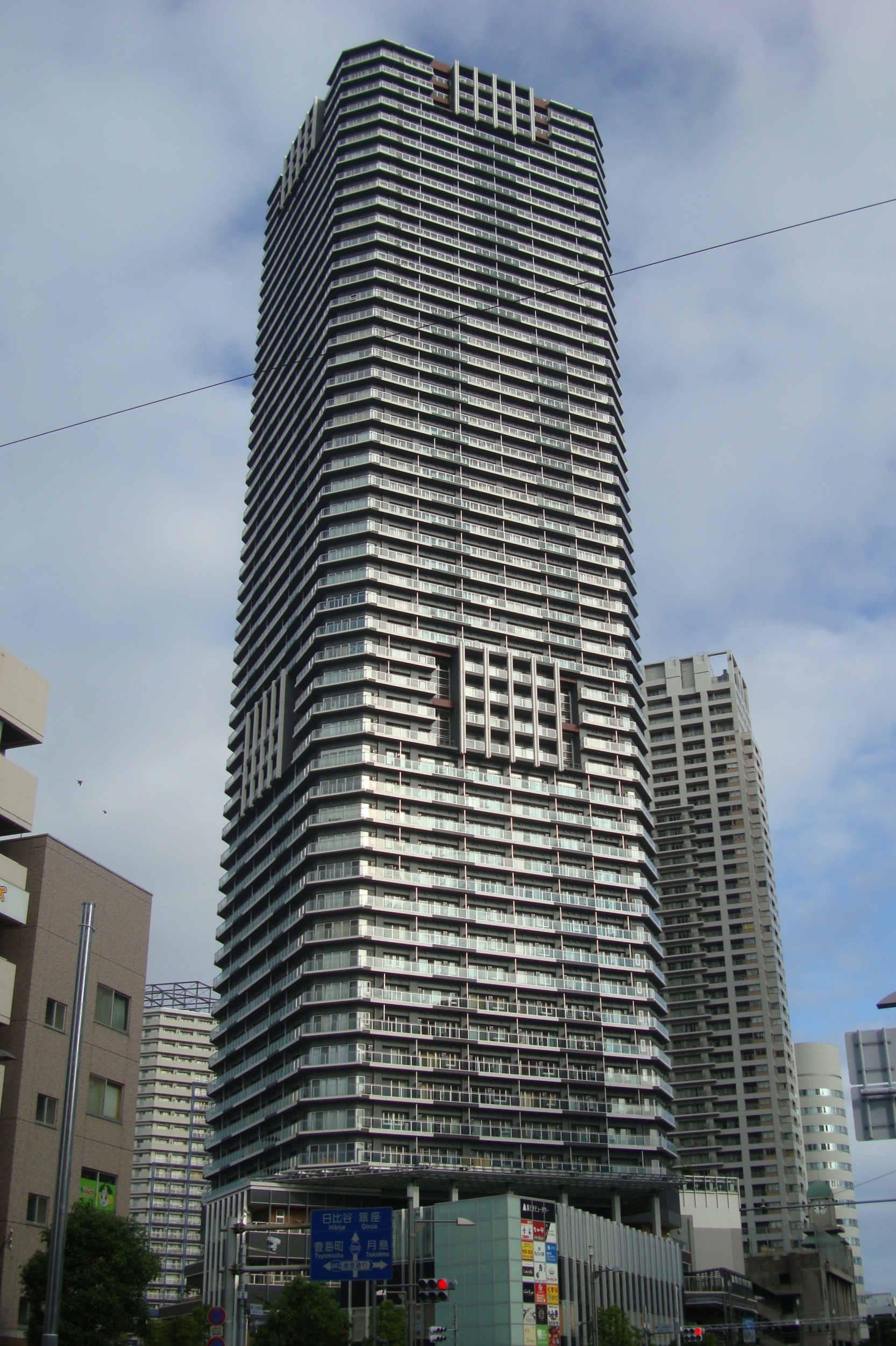

勝鬨View Tower（日语：勝どきビュータワー）是位於日本東京都中央區勝鬨一丁目的一座摩天大樓，包括公寓和店鋪。這座建築獲得第9屆照明設計賞的獎勵賞。勝鬨View Tower地上有55層，地下有2層，其中5層至53層是公寓，共有712戶。

## 外部連結
- 勝どきビュータワー （页面存档备份，存于） - ゴールドクレスト